# Großer Preis von Mexiko 2015
Der Große Preis von Mexiko 2015 (offiziell Formula 1 Gran Premio de México 2015) fand am 1. November auf dem Autódromo Hermanos Rodríguez in Mexiko-Stadt statt und war das 17. Rennen der Formel-1-Weltmeisterschaft 2015.

## Bericht

### Hintergründe
Nach dem Großen Preis der USA stand Lewis Hamilton bereits als Weltmeister fest. In der Fahrerwertung führte er uneinholbar mit 76 Punkten vor Sebastian Vettel und mit 80 Punkten vor Nico Rosberg. In der Konstrukteurswertung führte Mercedes mit 200 Punkten vor Ferrari und mit 354 Punkten vor Williams. Auch Mercedes stand bereits als Weltmeister fest.
Beim Großen Preis von Mexiko stellte Pirelli den Fahrern die Reifenmischungen P Zero Medium (weiß) und P Zero Soft (gelb) sowie für Nässe Cinturato Intermediates (grün) und Cinturato Full-Wets (blau) zur Verfügung.

Vergleich der Streckenführungen 1992 und 2015

Seit dem letzten Formel-1-Weltmeisterschaftslauf 1992 wurde die Strecke stark umgebaut, die Streckenführung war nur noch an wenigen Stellen identisch mit der alten Version. Die Länge des Kurses reduzierte sich hierdurch von 4.421 auf 4.304 Meter.
Es gab zwei DRS-Zonen, die erste Zone lag auf der Start-Ziel-Geraden und begann genau 425 Meter hinter der letzten Kurve. 120 Meter nach Kurve drei begann die zweite DRS-Zone. Es gab für beide DRS-Zonen nur einen Messpunkt, wo der Abstand zum Vordermann ermittelt wurde; er lag am Ausgang von Kurve 15. Bei einem erfolgreichen Überholmanöver auf der Start- und Zielgeraden durfte demzufolge der dann vorausfahrende Fahrer in der zweiten Zone das DRS erneut verwenden.
Pastor Maldonado (sechs), Max Verstappen (fünf), Marcus Ericsson, Nico Hülkenberg, Sergio Pérez (jeweils vier), Kimi Räikkönen, Vettel (jeweils drei), Jenson Button, Romain Grosjean, Hamilton und Daniil Kwjat (jeweils zwei) gingen mit Strafpunkten ins Rennwochenende.
Da der Große Preis von Mexiko zum ersten Mal seit 1992 ausgetragen wurde, trat kein ehemaliger Sieger zu diesem Grand Prix an.
Als Rennkommissare fungierten Silvia Bellot (ESP), Mark Blundell (GBR), Gerd Ennser (DEU) und Jorge Rodriguez (MEX).

### Training

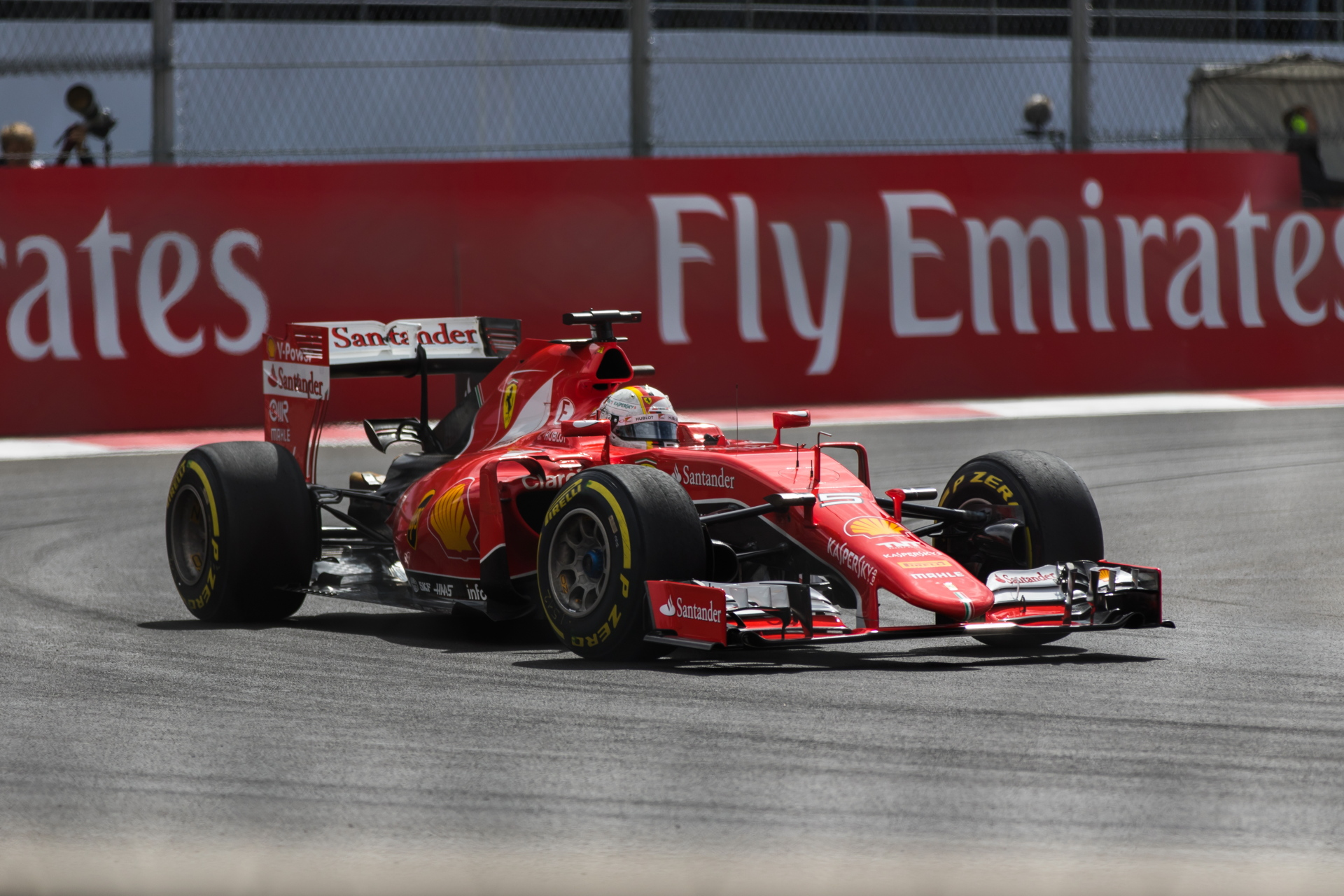
Sebastian Vettel während des Trainings

Im ersten freien Training fuhr Verstappen in 1:25,990 Minuten die Bestzeit vor Kwjat und Räikkönen. Verstappen kürzte bei seiner schnellsten Runde ab, die Rennkommissare sahen aber davon ab, die Rundenzeit zu streichen. Das Training begann bei nassen Bedingungen, die Strecke trocknete im Laufe des Trainings ab.
Im zweiten freien Training war Rosberg mit einer Rundenzeit von 1:21,536 Minuten Schnellster vor Kwjat und Daniel Ricciardo. Das Training musste bereits nach fünf Minuten nach einem Unfall von Verstappen unterbrochen werden.
Im dritten freien Training fuhr Rosberg mit einer Rundenzeit von 1:21,083 Minuten die Bestzeit vor Hamilton und Ricciardo. Button und Will Stevens konnten wegen technischen Problemen nur wenige Runden fahren und blieben hinter der 107-Prozent-Zeit zurück. Räikkönen stellte nach drei gefahrenen Runden sein Fahrzeug nach einem Brand im Bereich des Antriebs am Streckenrand ab.

### Qualifying
Das Qualifying bestand aus drei Teilen mit einer Nettolaufzeit von 45 Minuten. Im ersten Qualifying-Segment (Q1) hatten die Fahrer 18 Minuten Zeit, um sich für das Rennen zu qualifizieren. Alle Fahrer, die im ersten Abschnitt eine Zeit erzielten, die maximal 107 Prozent der schnellsten Rundenzeit betrug, qualifizierten sich für den Grand Prix. Die besten 15 Fahrer erreichten den nächsten Teil. Rosberg war Schnellster. Button konnte nach den technischen Problemen im freien Training nicht am Qualifying teilnehmen und qualifizierte sich nicht für das Rennen. Ihm wurde erlaubt, am Rennen teilzunehmen, da er im freien Training ausreichend schnell gewesen war. Die Manor-Piloten, Felipe Nasr und Fernando Alonso schieden aus.

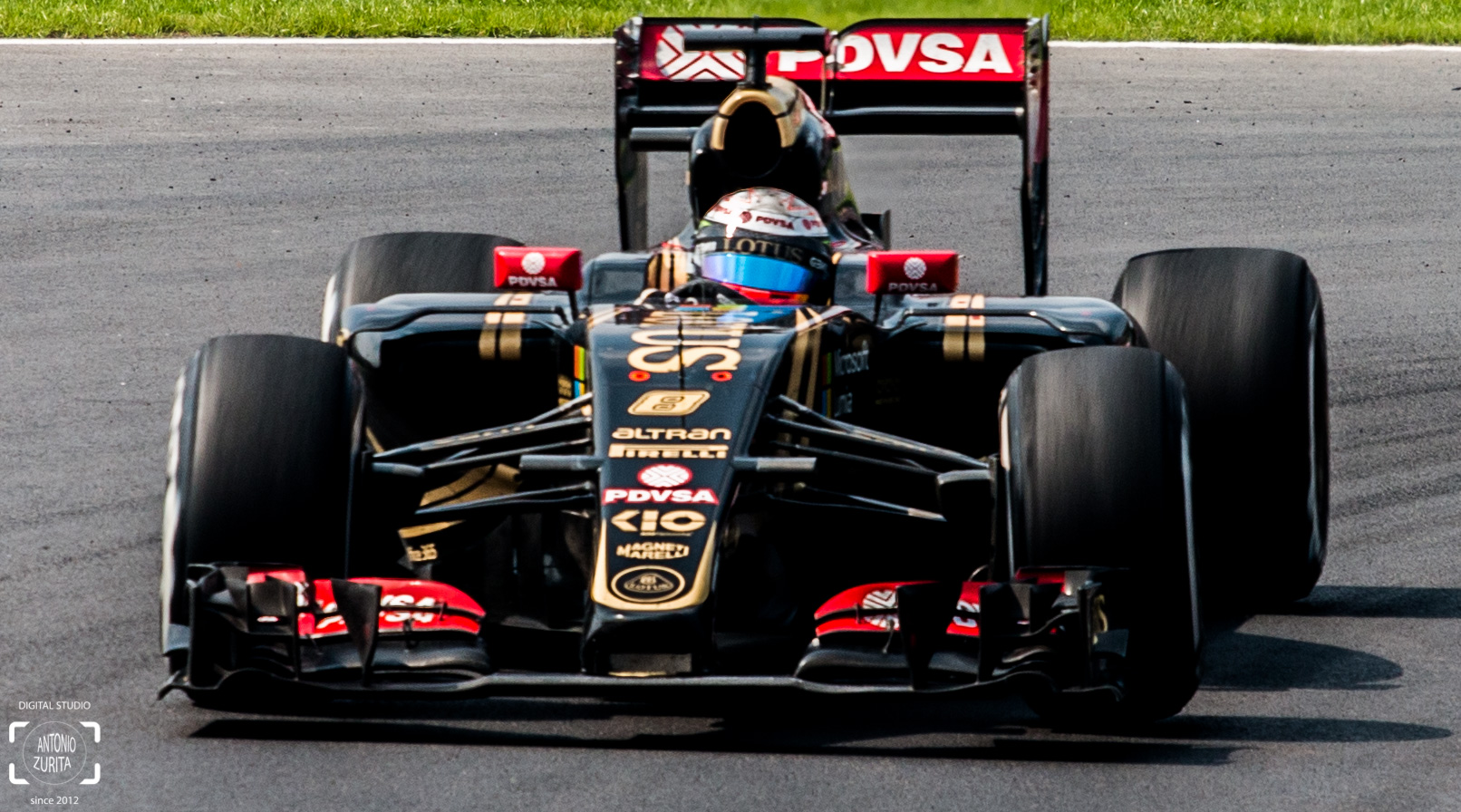
Romain Grosjean im Lotus während des Rennens

Der zweite Qualifyingabschnitt (Q2) dauerte 15 Minuten. Hamilton war Schnellster. Räikkönen, Ericsson, Maldonado, Grosjean und Carlos Sainz jr. schieden aus.

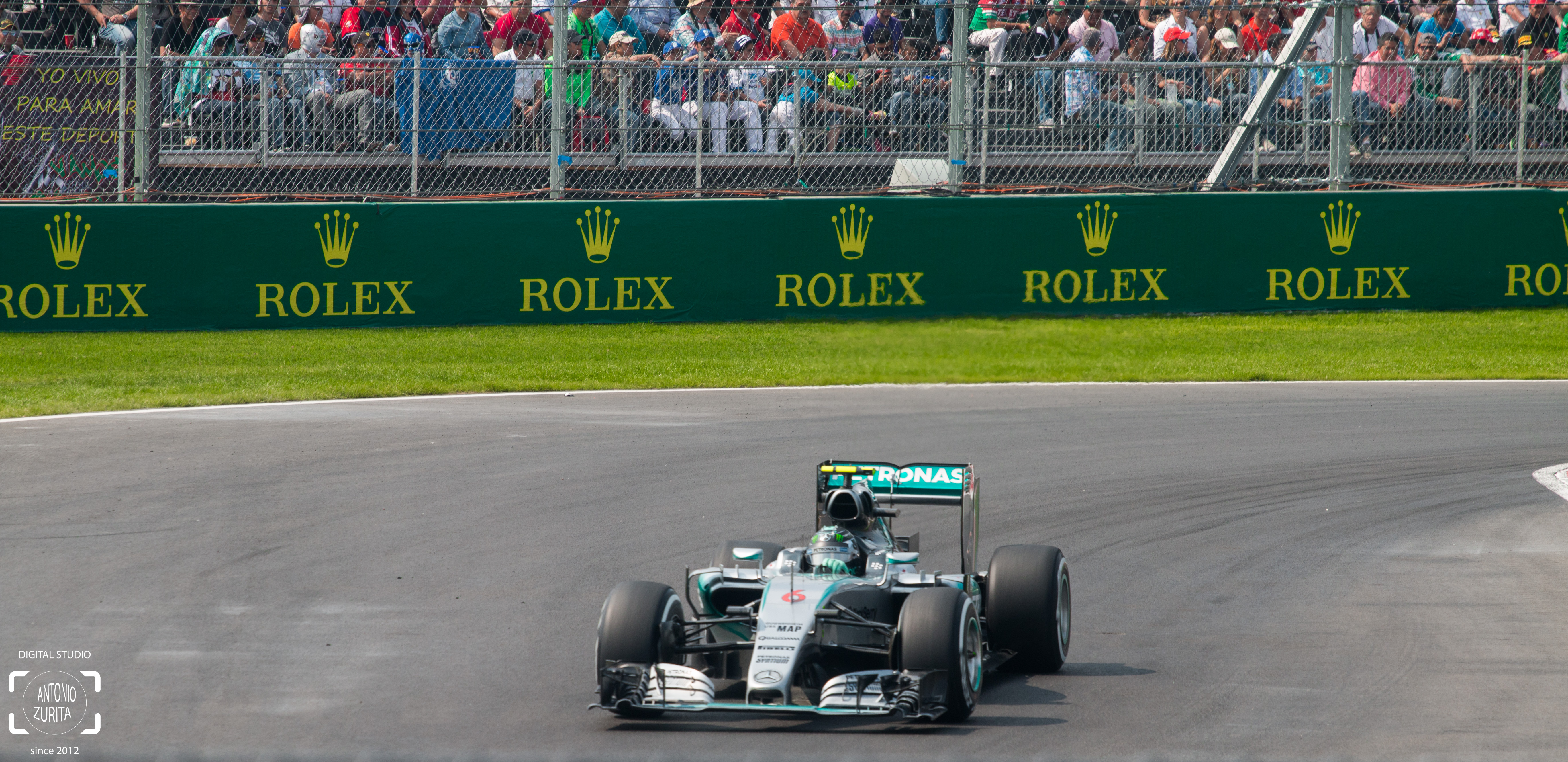
Nico Rosberg sicherte sich seine 20. Pole-Position

Der letzte Abschnitt ging über eine Zeit von zwölf Minuten, in denen die ersten zehn Startpositionen vergeben wurden. Rosberg fuhr die schnellste Zeit und errang somit die Pole-Position vor Hamilton und Vettel. Es war seine 20. Pole-Position in der Formel-1-Weltmeisterschaft und die 16. Pole-Position der Saison für einen Mercedes-Piloten.
Button wurde für die Verwendung des zehnten und elften Verbrennungsmotors sowie des zehnten und elften Exemplars von Turbolader und MGU-H und des neunten und zehnten Exemplars der MGU-K um insgesamt 50 Positionen nach hinten versetzt. Alonso wurde für die Verwendung des elften Verbrennungsmotors und wegen eines vorzeitigen Getriebewechsels um fünfzehn Startplätze rückversetzt. Da bei Button nach dem dritten freien Training zusätzlich auch ein sechstes Exemplar der Kontrollelektronik verwendet wurde, erhöhte sich die Rückversetzung auf 55 Startplätze. Außerdem wurden am Renntag der zwölfte Turbolader und die zwölfte MGU-H verbaut, hierdurch erhöhte sich die Strafe erneut auf nun 70 Startplätze. Räikkönen wurde wegen eines vorzeitigen Getriebewechsels nach dem dritten freien Training um fünf Startpositionen nach hinten versetzt. Kurz vor Rennstart wurde bei seinem Ferrari die komplette Antriebseinheit gewechselt, Räikkönen wurde wegen der Verwendung des sechsten Verbrennungsmotors sowie des jeweils fünften Exemplars von Turbolader, MGU-H, Energiespeicher und Kontrollelektronik nun um insgesamt 35 Positionen nach hinten versetzt.

### Rennen
Rosberg blieb am Start vor Hamilton, dahinter ging Kwjat an Vettel vorbei. Auch Ricciardo griff Vettel an, dabei kam es zu einer Berührung, bei der Vettel einen Reifenschaden erlitt. Er fuhr daher am Ende der ersten Runde zum Reifenwechsel in die Boxengasse. Alonso klagte bereits in der ersten Runde über Leistungsverlust und gab das Rennen am Ende der Runde in der Box auf.
Als erster Fahrer kam Bottas am Ende der achten Runde zum planmäßigen Reifenwechsel an die Box, kurz danach später auch Felipe Massa und Hülkenberg. Alle drei wechselten auf die härtere Reifenmischung. Vettel drehte sich in der 17. Runde nach einem Fahrfehler, konnte aber weiterfahren. Er fiel hierdurch vom elften auf den 15. Platz zurück. Pérez kam zum Reifenwechsel an die Box und fiel auf Rang elf zurück. Zu diesem Zeitpunkt führte Rosberg vor Hamilton, Kwjat, Ricciardo, Verstappen, Räikkönen, Bottas, Massa, Hülkenberg und Sainz jr.
Kwjat kam am Ende von Runde 21 zum Reifenwechsel an die Box und fiel auf Rang fünf zurück. Er kam unmittelbar vor Räikkönen und Bottas auf die Strecke zurück. Bottas griff Räikkönen außen in Kurve vier an und setzte sich neben ihn. Damit lag er vor Kurve fünf auf der Innenseite, Räikkönen zog trotzdem nach innen und es kam zur Kollision. Dabei brach die rechte Hinterradaufhängung bei Räikkönen, er schied aus. Bottas fuhr mit seinem Fahrzeug, das bei dem Unfall nicht beschädigt wurde, weiter. Die Rennkommissare untersuchten den Vorfall, sprachen aber keine Strafe aus. In Runde 25 kam Ricciardo zum Reifenwechsel, eine Runde später auch Verstappen. Ricciardo fiel dadurch hinter Kwjat, Bottas und Massa zurück, Verstappen lag anschließend hinter Hülkenberg. Rosberg wechselte in der 27. Runde seine Reifen und fiel zunächst hinter Hamilton zurück. Vettel lief auf Maldonado auf und überholte ihn, verbremste sich dabei jedoch, so dass Maldonado kontern konnte.
Hamilton kam in Runde 29 zum Reifenwechsel an die Box und fiel wieder hinter Rosberg zurück. In den folgenden beiden Runden wechselten mit den Manor-Piloten und Button auch die verbliebenen drei Piloten die Reifen. Sainz jr. kürzte die Strecke ab, als er sich gegen einen Angriff von Pérez verteidigte, er ließ Pérez wenige Kurven später kampflos passieren, um keine Strafe zu erhalten. Nach den ersten Boxenstopps führte Rosberg vor Hamilton, Kwjat, Bottas, Massa, Ricciardo, Hülkenberg, Verstappen, Pérez und Sainz jr.

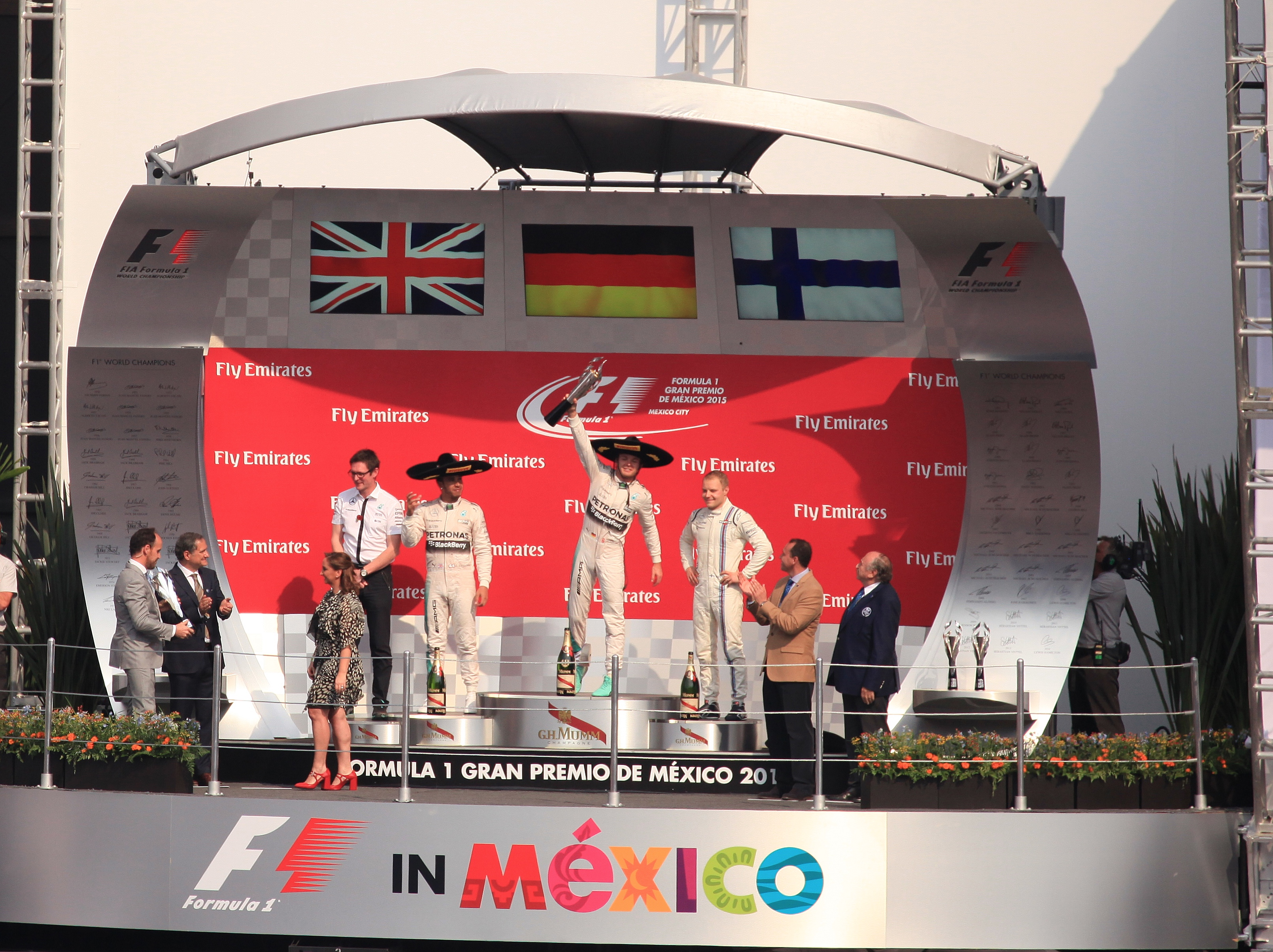
Das Podium mit Rosberg (Mitte), der den Siegerpokal hoch hebt, Hamilton (links) und Bottas (rechts)

Vettel, der immer noch hinter Maldonado festhing, kam am Ende der 35. Runde als erster Fahrer zum zweiten Reifenwechsel an die Box, er fiel von Rang elf auf Rang 14 zurück. Er kam unmittelbar zwischen Rosberg und Hamilton mit einer Runde Rückstand auf die Strecke zurück. Nachdem er das Tempo der beiden Mercedes-Piloten mitfahren konnte, bekam er blaue Flaggen gezeigt und musste wenige Runden später Hamilton vorbeilassen, klagte am Boxenfunk aber darüber, schneller als die beiden Mercedes zu sein. Pérez verkürzte den Rückstand auf Verstappen. Sainz jr. wechselte zum zweiten Mal die Reifen, Grosjean ging vorbei und übernahm dabei den zehnten Rang.
Rosberg kam in der 46. Runde zum zweiten Reifenwechsel in die Boxengasse und fiel erneut hinter Hamilton zurück. Zwei Runden später wechselte auch Hamilton die Reifen, die ursprüngliche Reihenfolge wurde somit wieder hergestellt. Ricciardo lief auf Massa auf, der Williams war aber auf den Geraden so schnell, dass Ricciardo zunächst nicht angreifen konnte. Kurz danach überholte er Massa jedoch beim Anbremsen von Kurve eins. Verstappen kam durch einen Fahrfehler kurz von der Strecke ab, Pérez gelang es, an ihm vorbeizugehen. Vettel drehte sich in Runde 51 erneut und schlug in die Streckenbegrenzung ein, die Rennleitung schickte zur Bergung des Fahrzeugs das Safety-Car auf die Strecke. Damit schieden zum ersten Mal seit dem Großen Preis von Australien 2006 beide Ferrari-Piloten aus. Kwjat, Ricciardo, Massa, Hülkenberg und Sainz jr. nutzten die Gelegenheit zum Reifenwechsel. Bottas kam erst eine Runde später zum Reifenwechsel an die Box, er blieb jedoch hinter Kwjat und vor Ricciardo. Pérez war somit der einzige Fahrer, der nur einmal die Reifen gewechselt hatte. Button meldete über Funk ein Feuer an den Bremsen von Nasr, der jedoch zunächst weiterfuhr. Das Rennen wurde am Ende von Runde 57 wieder freigegeben.
Bottas ging beim Neustart an Kwjat vorbei und übernahm den dritten Platz. Nasr musste das Rennen mit Bremsversagen aufgeben. Hamilton verkürzte den Rückstand auf Rosberg, beide fuhren zu diesem Zeitpunkt die bis dahin schnellsten Runden des Rennens. Es kam aber zu keinem Angriff.
Rosberg gewann das Rennen vor Hamilton und Bottas. Es war der vierte Saisonsieg für Rosberg und der 14. für Mercedes, davon der 10. als Doppelsieg. Da er auch die schnellste Rennrunde fuhr und die Pole-Position erzielt hatte, erreichte er einen Hattrick. Bottas errang seine zweite Podiumsplatzierung der Saison. Die Top 10 komplettierten Kwjat, Ricciardo, Massa, Hülkenberg, Pérez, Verstappen und Grosjean.
Rosberg übernahm mit dem Sieg den zweiten Platz in der Fahrerwertung von Vettel. In der Konstrukteurswertung blieben die drei ersten Plätze unverändert.

## Meldeliste
| Team                          | Nr. | Fahrer           | Chassis                | Motor                       | Reifen |
| ----------------------------- | --- | ---------------- | ---------------------- | --------------------------- | ------ |
| Mercedes AMG Petronas F1 Team | 44  | Lewis Hamilton   | Mercedes F1 W06 Hybrid | Mercedes-Benz PU106B Hybrid | P      |
| Mercedes AMG Petronas F1 Team | 06  | Nico Rosberg     | Mercedes F1 W06 Hybrid | Mercedes-Benz PU106B Hybrid | P      |
| Infiniti Red Bull Racing      | 03  | Daniel Ricciardo | Red Bull RB11          | Renault Energy F1 2015      | P      |
| Infiniti Red Bull Racing      | 26  | Daniil Kwjat     | Red Bull RB11          | Renault Energy F1 2015      | P      |
| Williams Martini Racing       | 19  | Felipe Massa     | Williams FW37          | Mercedes-Benz PU106B Hybrid | P      |
| Williams Martini Racing       | 77  | Valtteri Bottas  | Williams FW37          | Mercedes-Benz PU106B Hybrid | P      |
| Scuderia Ferrari              | 05  | Sebastian Vettel | Ferrari SF15-T         | Ferrari 059/4               | P      |
| Scuderia Ferrari              | 07  | Kimi Räikkönen   | Ferrari SF15-T         | Ferrari 059/4               | P      |
| McLaren Honda                 | 14  | Fernando Alonso  | McLaren MP4-30         | Honda RA615H                | P      |
| McLaren Honda                 | 22  | Jenson Button    | McLaren MP4-30         | Honda RA615H                | P      |
| Sahara Force India F1 Team    | 27  | Nico Hülkenberg  | Force India VJM08      | Mercedes-Benz PU106B Hybrid | P      |
| Sahara Force India F1 Team    | 11  | Sergio Pérez     | Force India VJM08      | Mercedes-Benz PU106B Hybrid | P      |
| Scuderia Toro Rosso           | 33  | Max Verstappen   | Toro Rosso STR10       | Renault Energy F1 2015      | P      |
| Scuderia Toro Rosso           | 55  | Carlos Sainz jr. | Toro Rosso STR10       | Renault Energy F1 2015      | P      |
| Lotus F1 Team                 | 08  | Romain Grosjean  | Lotus E23 Hybrid       | Mercedes-Benz PU106B Hybrid | P      |
| Lotus F1 Team                 | 13  | Pastor Maldonado | Lotus E23 Hybrid       | Mercedes-Benz PU106B Hybrid | P      |
| Lotus F1 Team                 | 30  | Jolyon Palmer    | Lotus E23 Hybrid       | Mercedes-Benz PU106B Hybrid | P      |
| Manor Marussia F1 Team        | 28  | Will Stevens     | Marussia MR03          | Ferrari 059/3               | P      |
| Manor Marussia F1 Team        | 53  | Alexander Rossi  | Marussia MR03          | Ferrari 059/3               | P      |
| Sauber F1 Team                | 09  | Marcus Ericsson  | Sauber C34             | Ferrari 059/4               | P      |
| Sauber F1 Team                | 12  | Felipe Nasr      | Sauber C34             | Ferrari 059/4               | P      |

Anmerkungen
1. 1 2  Der Lotus mit der Startnummer 30 wurde im ersten freien Training für Palmer eingesetzt, Grosjean übernahm das Fahrzeug für das restliche Rennwochenende mit seiner Startnummer 8.

## Klassifikationen

### Qualifying
| Pos.                                                                      | Fahrer           | Konstrukteur         | Q1         | Q2       | Q3       | Start |
| ------------------------------------------------------------------------- | ---------------- | -------------------- | ---------- | -------- | -------- | ----- |
| 01                                                                        | Nico Rosberg     | Mercedes             | 1:20,436   | 1:20,053 | 1:19,480 | 01    |
| 02                                                                        | Lewis Hamilton   | Mercedes             | 1:20,808   | 1:19,829 | 1:19,668 | 02    |
| 03                                                                        | Sebastian Vettel | Ferrari              | 1:20,503   | 1:20,045 | 1:19,850 | 03    |
| 04                                                                        | Daniil Kwjat     | Red Bull-Renault     | 1:20,826   | 1:20,490 | 1:20,398 | 04    |
| 05                                                                        | Daniel Ricciardo | Red Bull-Renault     | 1:21,166   | 1:20,783 | 1:20,399 | 05    |
| 06                                                                        | Valtteri Bottas  | Williams-Mercedes    | 1:20,817   | 1:20,458 | 1:20,448 | 06    |
| 07                                                                        | Felipe Massa     | Williams-Mercedes    | 1:21,379   | 1:20,642 | 1:20,567 | 07    |
| 08                                                                        | Max Verstappen   | Toro Rosso-Renault   | 1:20,995   | 1:20,894 | 1:20,710 | 08    |
| 09                                                                        | Sergio Pérez     | Force India-Mercedes | 1:20,966   | 1:20,794 | 1:20,716 | 09    |
| 10                                                                        | Nico Hülkenberg  | Force India-Mercedes | 1:21,315   | 1:20,935 | 1:20,788 | 10    |
| 11                                                                        | Carlos Sainz jr. | Toro Rosso-Renault   | 1:20,960   | 1:20,942 | –        | 11    |
| 12                                                                        | Romain Grosjean  | Lotus-Mercedes       | 1:21,577   | 1:21,038 | –        | 12    |
| 13                                                                        | Pastor Maldonado | Lotus-Mercedes       | 1:21,520   | 1:21,261 | –        | 13    |
| 14                                                                        | Marcus Ericsson  | Sauber-Ferrari       | 1:21,299   | 1:21,544 | –        | 14    |
| 15                                                                        | Kimi Räikkönen   | Ferrari              | 1:21,422   | 1:22,494 | –        | 19    |
| 16                                                                        | Fernando Alonso  | McLaren-Honda        | 1:21,779   | –        | –        | 18    |
| 17                                                                        | Felipe Nasr      | Sauber-Ferrari       | 1:21,788   | –        | –        | 15    |
| 18                                                                        | Alexander Rossi  | Marussia-Ferrari     | 1:24,136   | –        | –        | 16    |
| 19                                                                        | Will Stevens     | Marussia-Ferrari     | 1:24,386   | –        | –        | 17    |
| 107-Prozent-Zeit: 1:26,067 min (bezogen auf Q1-Bestzeit von 1:20,436 min) |                  |                      |            |          |          |       |
| 20                                                                        | Jenson Button    | McLaren-Honda        | keine Zeit | –        | –        | 20    |

Anmerkungen
1. ↑  Räikkönen wurde für die Verwendung des sechsten Verbrennungsmotors, sowie des fünften Exemplars von Turbolader, MGU-H, Energiespeicher und Kontrollelektronik sowie wegen eines vorzeitigen Getriebewechsels um insgesamt 35 Startpositionen nach hinten versetzt.
2. ↑  Alonso wurde für die Verwendung des elften Verbrennungsmotors und wegen eines vorzeitigen Getriebewechsels um fünfzehn Startplätze nach hinten versetzt.
3. ↑  Button wurde für die Verwendung des zehnten und elften Verbrennungsmotors, sowie des zehnten, elften und zwölften Exemplars von Turbolader und MGU-H, des neunten und zehnten Exemplars der MGU-K und der sechsten Kontrollelektronik um insgesamt 70 Positionen nach hinten versetzt.

### Rennen
| Pos. | Fahrer           | Konstrukteur         | Runden | Stopps | Zeit        | Start | Schnellste Runde |
| ---- | ---------------- | -------------------- | ------ | ------ | ----------- | ----- | ---------------- |
| 01   | Nico Rosberg     | Mercedes             | 71     | 2      | 1:42:35,038 | 01    | 1:20,521 (67.)   |
| 02   | Lewis Hamilton   | Mercedes             | 71     | 2      | + 1,954     | 02    | 1:20,723 (67.)   |
| 03   | Valtteri Bottas  | Williams-Mercedes    | 71     | 2      | + 14,592    | 06    | 1:21,585 (68.)   |
| 04   | Daniil Kwjat     | Red Bull-Renault     | 71     | 2      | + 16,572    | 04    | 1:21,549 (69.)   |
| 05   | Daniel Ricciardo | Red Bull-Renault     | 71     | 2      | + 19,682    | 05    | 1:21,625 (70.)   |
| 06   | Felipe Massa     | Williams-Mercedes    | 71     | 2      | + 21,493    | 07    | 1:22,009 (71.)   |
| 07   | Nico Hülkenberg  | Force India-Mercedes | 71     | 2      | + 25,860    | 10    | 1:22,391 (69.)   |
| 08   | Sergio Pérez     | Force India-Mercedes | 71     | 1      | + 34,343    | 09    | 1:22,757 (51.)   |
| 09   | Max Verstappen   | Toro Rosso-Renault   | 71     | 2      | + 35,229    | 08    | 1:22,603 (70.)   |
| 10   | Romain Grosjean  | Lotus-Mercedes       | 71     | 2      | + 37,934    | 12    | 1:22,893 (69.)   |
| 11   | Pastor Maldonado | Lotus-Mercedes       | 71     | 2      | + 38,538    | 13    | 1:22,963 (70.)   |
| 12   | Marcus Ericsson  | Sauber-Ferrari       | 71     | 3      | + 40,180    | 14    | 1:22,716 (62.)   |
| 13   | Carlos Sainz jr. | Toro Rosso-Renault   | 71     | 3      | + 48,722    | 11    | 1:22,172 (46.)   |
| 14   | Jenson Button    | McLaren-Honda        | 71     | 2      | + 49,214    | 20    | 1:23,006 (49.)   |
| 15   | Will Stevens     | Marussia-Ferrari     | 69     | 2      | + 2 Runden  | 17    | 1:25,005 (69.)   |
| 16   | Alexander Rossi  | Marussia-Ferrari     | 69     | 2      | + 2 Runden  | 16    | 1:25,540 (67.)   |
| –    | Felipe Nasr      | Sauber-Ferrari       | 51     | 3      | DNF         | 15    | 1:23,350 (48.)   |
| –    | Sebastian Vettel | Ferrari              | 50     | 2      | DNF         | 03    | 1:21,847 (48.)   |
| –    | Kimi Räikkönen   | Ferrari              | 22     | 0      | DNF         | 19    | 1:24,027 (20.)   |
| –    | Fernando Alonso  | McLaren-Honda        | 1      | 1      | DNF         | 18    | –                |

## WM-Stände nach dem Rennen
Die ersten zehn des Rennens bekamen 25, 18, 15, 12, 10, 8, 6, 4, 2 bzw. 1 Punkt(e).

### Fahrerwertung
| Pos. | Fahrer           | Konstrukteur         | Punkte |
| ---- | ---------------- | -------------------- | ------ |
| 01   | Lewis Hamilton   | Mercedes             | 345    |
| 02   | Nico Rosberg     | Mercedes             | 272    |
| 03   | Sebastian Vettel | Ferrari              | 251    |
| 04   | Valtteri Bottas  | Williams-Mercedes    | 126    |
| 05   | Kimi Räikkönen   | Ferrari              | 123    |
| 06   | Felipe Massa     | Williams-Mercedes    | 117    |
| 07   | Daniil Kwjat     | Red Bull-Renault     | 88     |
| 08   | Daniel Ricciardo | Red Bull-Renault     | 84     |
| 09   | Sergio Pérez     | Force India-Mercedes | 68     |
| 10   | Max Verstappen   | Toro Rosso-Renault   | 47     |
| 11   | Romain Grosjean  | Lotus-Mercedes       | 45     |

| Pos. | Fahrer           | Konstrukteur         | Punkte |
| ---- | ---------------- | -------------------- | ------ |
| 12   | Nico Hülkenberg  | Force India-Mercedes | 44     |
| 13   | Felipe Nasr      | Sauber-Ferrari       | 27     |
| 14   | Pastor Maldonado | Lotus-Mercedes       | 26     |
| 15   | Carlos Sainz jr. | Toro Rosso-Renault   | 18     |
| 16   | Jenson Button    | McLaren-Honda        | 16     |
| 17   | Fernando Alonso  | McLaren-Honda        | 11     |
| 18   | Marcus Ericsson  | Sauber-Ferrari       | 9      |
| 19   | Roberto Merhi    | Marussia-Ferrari     | 0      |
| 20   | Alexander Rossi  | Marussia-Ferrari     | 0      |
| 21   | Will Stevens     | Marussia-Ferrari     | 0      |
| –    | Kevin Magnussen  | McLaren-Honda        | 0      |

### Konstrukteurswertung
| Pos. | Konstrukteur         | Punkte |
| ---- | -------------------- | ------ |
| 1    | Mercedes             | 617    |
| 2    | Ferrari              | 374    |
| 3    | Williams-Mercedes    | 243    |
| 4    | Red Bull-Renault     | 172    |
| 5    | Force India-Mercedes | 112    |

| Pos. | Konstrukteur       | Punkte |
| ---- | ------------------ | ------ |
| 06   | Lotus-Mercedes     | 71     |
| 07   | Toro Rosso-Renault | 65     |
| 08   | Sauber-Ferrari     | 36     |
| 09   | McLaren-Honda      | 27     |
| 10   | Marussia-Ferrari   | 0      |